# Pektoral
Pektoral ili prsnik je vrsta križa koji nose visoki crkveni dostojanstvenici na prsima.
Isprva ga je nosio samo papa, a kasnije ga preuzimaju i prelati.
Papa nosi pektoral na zlatnoj vrpci, kardinali na crveno-zlatnoj, a biskupi na zelenoj. Apostolski protonotari nose pektoral na ljubičastoj, vrhovni opati na zeleno-zlatnoj, opati na crno-zlatnoj te kanonici na crvenoj vrpci.